# رونکی والسوجانا
رونکی والسوجانا (به ایتالیایی: Ronchi Valsugana) یک کومونه در ایتالیا است که در ترنتینو واقع شده‌است. رونکی والسوجانا ۱۰٫۰ کیلومتر مربع مساحت و ۳۸۰ نفر جمعیت دارد.